# Prietržka
Prietržka est un village de Slovaquie situé dans la région de Trnava.

## Histoire
Première mention écrite du village en 1392.

## Démographie

### Évolution de la population
| Année:               | 1994. | 2004.   | 2014.   | 2024.    |
| -------------------- | ----- | ------- | ------- | -------- |
| Nombre de personnes: | 426   | 452     | 487     | 557      |
| Différence:          |       | +6,10 % | +7,74 % | +14,37 % |

| Année:               | 2023. | 2024.   |
| -------------------- | ----- | ------- |
| Nombre de personnes: | 550   | 557     |
| Différence:          |       | +1,27 % |